# Поляков Тихон Михайлович
Ти́хон Миха́йлович Поляко́в (13 жовтня 1980) — український футболіст та футзаліст.

## Життєпис
У професійному футзалі Тихон Поляков дебютував у 15-річному віці. 5 травня 1996 року він з'явився на майданчику в матчі чемпіонату України між «Адамасом» та кременчуцьким «Водеяром».
У листопаді 1997 року, після перемоги 5:0 у першому матчі 1/16 Кубка України проти «Динамо-3», Валерій Лобановський вирішив залучити до матчу-відповіді двох юних футболістів, що не перебували раніше в системі «Динамо» — Тихона Полякова та Дмитра Козленка. Поляков з'явився на полі на 77-ій хвилині, замінивши нападника киян Олега Венглінського. Цей матч став для нього єдиним у біло-блакитній футболці столичного клубу.

## Досягнення
- Володар Кубка України (1): 1997/98

## Відеофрагменти
- Гол Тихона Полякова на YouTube